# 헤이안쿄

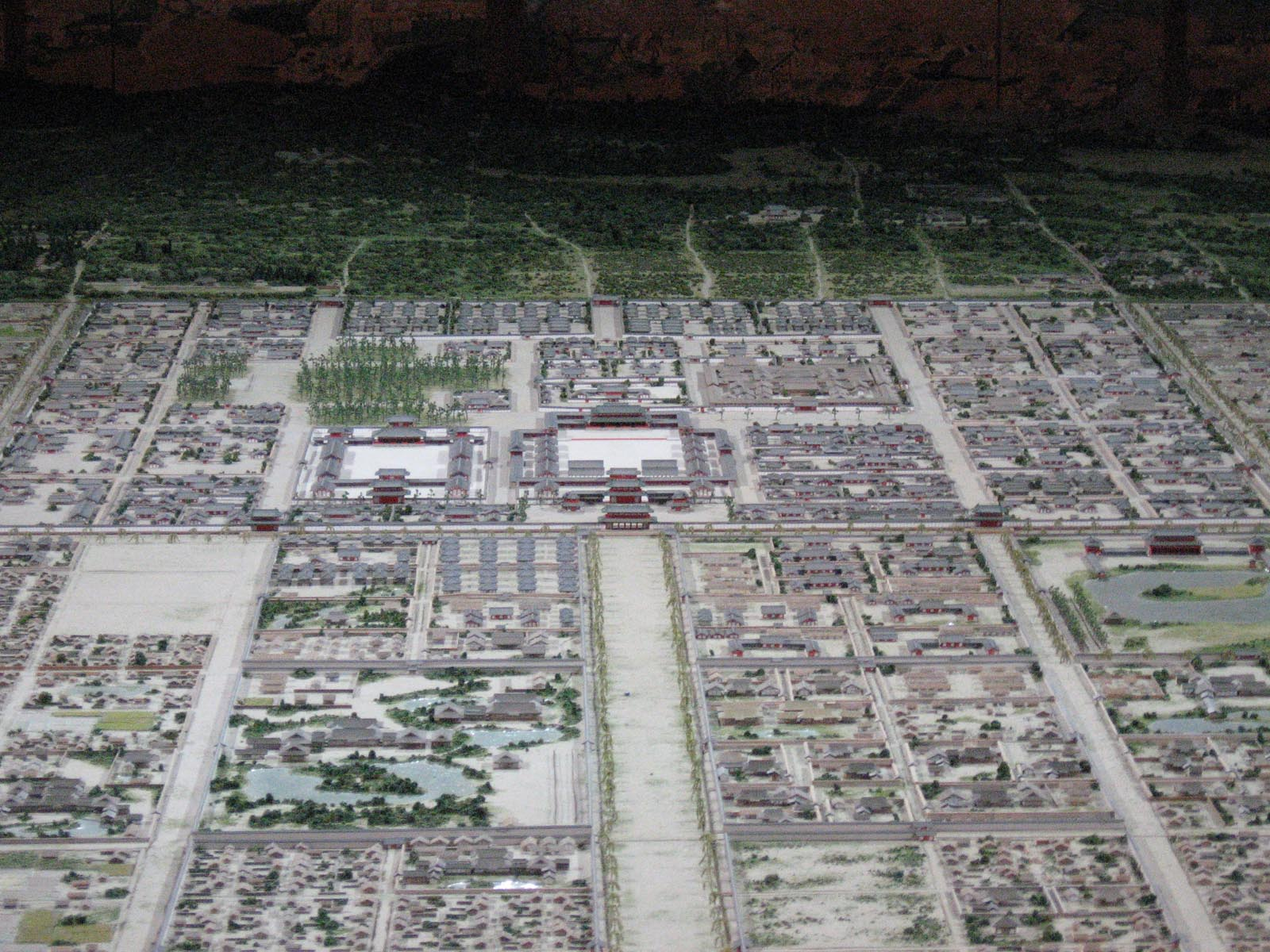
헤이안쿄의 전경

헤이안쿄(일본어: 平安京) 또는 헤이안조(일본어: 平安城)는 도쿄 이전 일본의 수도이다. 현재 교토시 몇몇 예전 이름 가운데 하나다. 794년부터 1869년까지 약 천 년간 일본국의 수도였다.
간무 천황은 와케노 기요마로의 조언으로 나가오카쿄를 대체할 수도를 야마시로국의 오타기(愛宕)·카도노(葛野) 양 군에 걸쳐 세웠다. 당나라 수도 장안을 모방하였고, 공사는 793년에 시작하여 794년에 천도하였다. 북부 중앙에 미야기궁과 헤이안궁을 세웠다. 미나모토 씨가 권력을 차지해 가마쿠라 막부를 세우고 후쿠하라로 천도하는 1185년까지 정치적 중심지였다. 794년부터 1185년까지를 일본 역사에서 헤이안 시대로 부른다.
비록 정치적 힘은 막부가 차지하였지만 헤이안쿄는 황궁과 천황이 있는 곳으로써 공식적인 수도로 남아있었다. 그러나 이후 메이지 유신(1868년)시대에 천황의 거처는 도쿄로 옮겼다.

## 개요

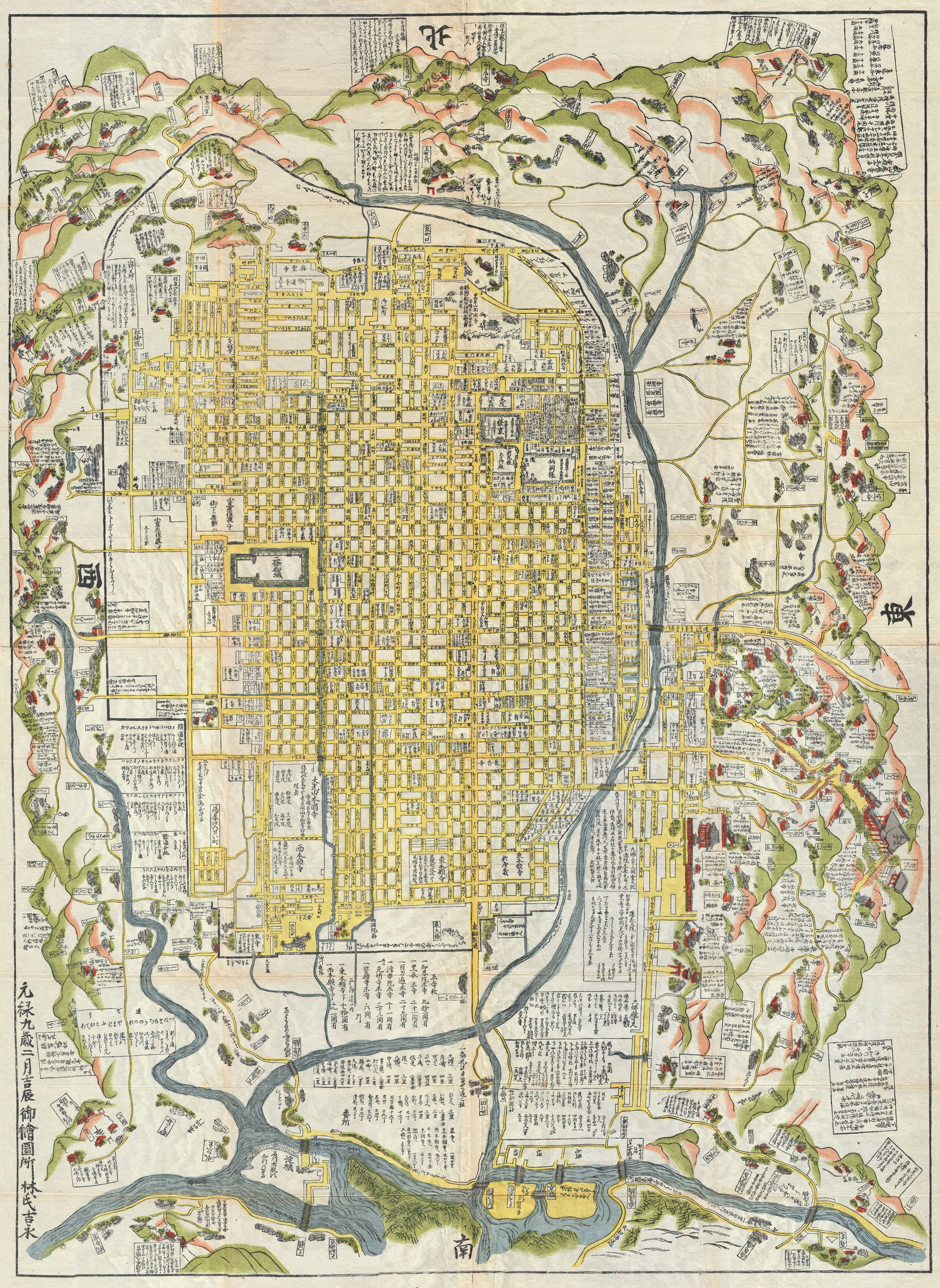
1696년에 그려진 헤이안쿄의 그림.

새로운 도읍지 선정에 은밀히 들어간 간무 천황은 792년(엔랴쿠 11년) 1월 그리고 5월 사냥을 포기하고 후보지인 야마시로국의 오타기와 카도노를 찾았다. 또 다음해인 793년(엔랴쿠 12년)에는 대납언인 후지와라노 오구로마로와 좌대변인 키노코사미 등도 파견해 지역을 확인하도록 하였다. 마침내 이곳이 새로운 도읍지의 건설지로 결정되어 신도시 건설 계획, 천도 계획이 시행되었고 동시에 나가오카쿄의 철거가 시작되었다.
당시의 헤이안쿄는 야마시로국의 가도노군과 오타기군에 지어졌다. 이 곳은 현재 교토시의 중심부에 해당한다. 헤이안쿄는 직사각형 모양으로 동서로 4.5km, 남북으로 5.2km에 이르렀다. 도시 배치는 헤이조쿄를 본땄으며, 북쪽에 황궁인 다이다이리, 혹은 헤이안궁이 있었다. 황궁의 아래로는 주요도로인 스자쿠 오지(주작대로)가 뻗어있었다. 헤이안쿄 동쪽에 우쿄구, 서쪽에는 사쿄구가 위치한다.
그러나 이후 장안성에 비교되던 우쿄구가 쇠퇴하고 낙양성에 비교되던 사쿄구가 발전했기 때문에, '낙양'이라는 호칭이 헤이안쿄의 대명사가 되었다. 이후 교토가 '경락(京洛)'이라 불리며 '상락(上洛)'이라 불리게 되었다.
경내는 동서남북으로 달리는 대로·소로에 의해서 40장( 약 120미터) 사방의 정(町)으로 구획되었다. 동서 방향으로 늘어선 정을 4열씩 모은 것(북변의 2열은 제외)을 조(条), 남북 방향의 정을 4열씩 모은 것을 방(坊)라고 부르며, 같은 조·방에 속하는 16개 마을에는 각각 번호가 매겨져 있었는데 이를 조방제라고 한다. 이에 따라 각 마을은 '우쿄오조삼방십사정(右京五条三坊十四町)' 따위의 고유 주소를 갖게 되었다.
길폭은 4장(약 12미터)에서 대로는 8장(약 24미터) 이상이었다. 주작대로는 28장(약 84미터)의 폭이었다.

## 명칭
보통 음독으로 '헤이안쿄'라고 읽지만, 간혹 '타이라노미야코'라고 훈독되기도 했다. 본래 도읍지의 이름은 그 지명을 붙이는 것이 일반적이므로 카도노쿄(葛野京)가 되어야 했지만, 후지와라의 도읍지를 '아라마스노미야코(新益京)'라고 불렀던 것처럼 본래의 명명방법을 따르지 않고 '헤이안쿄(平安京)'라고 명명되었다.